# Istočno od Gajnica
Istočno od Gajnica drugi je koncertni album punk rock sastava Hladno pivo. Album nosi i podnaslov Džinovsko pivo uživo. Album je miksana snimka dvaju koncerata održanih u zagrebačkom klubu Tvornica 19. i 20. listopada 2000. godine Sastav je izveo svoje najveće hitove uz neke obrade, ranije neobjavljene. 
Album se sastoji od 22 pjesme. Osam skladbi je sa studijskog albuma Džinovski, tri s albuma G.A.D., četiri s albuma Desetka, tri s albuma Pobjeda. Izveli su i dvije nove pjesme. Odsvirali su skladbu „Utjeha kose“ tj. uglazbili su istomeni sonet Antuna Gustava Matoša, kojeg i inače izvode na nastupima uživo. Izveli su i novu pjesmu „Ljetni hit“, kasnije objavljenu na albumu Šamar. 
Glumac Stojan Matavulj odrecitirao je pjesmu „Kristofor Kolumbo“ bez glazbene pratnje. Jedna „pjesma“  nazvana „Mile, Suba, Šoki i Zoki“ ustvari je skandiranje imena članova sastava navedenim redoslijedom.
Video izdanje koncerta izdano na VHS-u, razlikuje se od izdanja za CD po redoslijedu pjesama. Sadrži i pjesme koje se ne nalaze na ovom albumu.

## Citat
Gitarist Zoran Subošić uz zahvale na omotu albuma kaže:
| „ | Prošlo je više od trinaest godina otkad je Hladno pivo održalo prvu probu iznad Gajnica. Mi u Gajnicama smo uvijek bili zapad za cijeli Zagreb. Koliko ima istine u tome govori činjenica da je H. P. uvijek bilo sastav iz Gajnica. Uz današnju postavu sastava želim istaknuti Stipu Anića, Tedija i Hadžu čije su ličnosti i prisustvo u raznim fazama sastava utjecale i na razvoj nas samih. Godinama su mnogi tvrdili da ne znamo svirati, kako bismo dokazali da je to stvarno istina, snimili smo album uživo i pozvali par ljudi da zakamufliraju naše neznanje. Greške su očite, ali bar smo snimili ploču od krvi i mesa. Radili smo u životu i krupnije greške koje nemaju veze s glazbom. U doba napretka čovječanstva i politike baviti se glazbom je na rubu zdrave pameti i živaca. Zato je svaki Vaš glas, draga publiko i prijatelji, od srca dobrodošao. | ” |
|   | |   |

## Popis skladbi
1. Dobro veče
2. U sobi on i brat...
3. Kad ti život udahnem
4. Ne volim te
5. Buba švabe
6. Will the circle be unbroken
7. Šank
8. Debeli
9. Ljetni hit
10. Sarma
11. Rigoletto
12. Pjevajte nešto ljubavno
13. Princeza
14. Kristofor Kolumbo
15. Utjeha kose
16. Trening za umiranje
17. Bečkizagre stuhpa šeja
18. Marihuana
19. Nema više
20. Roštilj
21. Mile, Suba, Šoki, i Zoki
22. Für immer Punk